# 藤川三之祐
藤川 三之祐（ふじかわ さんのすけ、1889年3月22日 - 1943年4月20日）は、日本の俳優である。

## 人物・来歴
1889年（明治22年）3月22日、東京府東京市浅草区（現在の東京都台東区浅草）に生まれる。1912年 - 1922年の間に、浅草近くの日活向島撮影所の新派俳優「藤川 三之助」（本名・平田三彌）が活躍していたが、この人物は日活を退社しており、まったくの別人である。
映画界に入る前は、舞台で活動をしていたといい、芹川政一の東京シネマ商会等の東京の映画商社で、宣伝映画に出演していたこともあるという。
1933年（昭和8年）の終わり、日活太秦撮影所に入社、伊藤大輔監督の正月映画『女人曼陀羅 第一篇』、同じく正月第2弾『女人曼陀羅 第二篇』に車善七役で出演して、満44歳で映画界にデビューした。
1942年（昭和17年）1月27日、戦時統合によって大映が設立され、日活京都撮影所は大映京都撮影所となり、藤川は同社演技部に継続入社する。第二次世界大戦中の1943年（昭和18年）5月13日に公開された、伊藤大輔監督の『二刀流開眼』が記録に残る最後の出演作品である。以後の消息は不明とされていたが、『映画旬報』1943年（昭和18年）5月11日号にて、去る4月20日午後8時に数え年60歳で死去したと報じられている。告別式は同年4月22日午前9時に、京都府京都市右京区太秦多藪町の自宅で執行された。

## フィルモグラフィ
すべてクレジットは「出演」である。役名のわかるものは公開日の右側に記し、東京国立近代美術館フィルムセンター（NFC）所蔵等の上映用プリントの現存状況についても記す。同センター等に所蔵されていないものは、ほぼ現存しないフィルムである。

### 日活京都撮影所

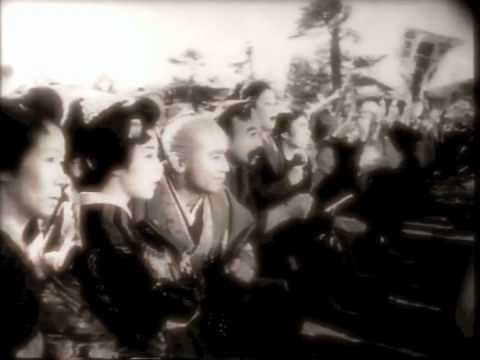
左から3番目が藤川（当時満48歳）。左から小松みどり、大倉千代子、藤川の右が志村喬、原駒子…。『血煙高田の馬場』（監督マキノ正博、1937年）のスチル写真。

特筆以外すべて製作は「日活京都撮影所」あるいは「日活太秦撮影所」、配給は「日活」である。
日活太秦撮影所
- 『女人曼陀羅 第一篇』 : 監督伊藤大輔、1933年12月31日公開 - 車善七
- 『女人曼陀羅 第二篇』 : 監督伊藤大輔、1934年1月14日公開 - 車善七
- 『新月かつら川』 : 監督清瀬英次郎、 1934年4月19日公開 - 沼田相模（甲州城代）

日活京都撮影所
- 『忠臣蔵 刃傷篇 復讐篇』 : 監督伊藤大輔、応援監督伊丹万作・尾崎純、1934年5月17日公開 - 原惣右衛門
- 『紋三郎の秀』 : 監督池田富保、1934年5月31日公開 - 魚屋徳蔵
- 『潮』 : 監督鈴木重吉、製作日活多摩川撮影所、配給日活、1934年6月15日公開 - 父幸輔（東吾の父・幸輔）[4]
- 『修羅道春秋 後篇』 : 監督辻吉朗、1934年7月26日公開 - 伊藤甲子太郎[4]
- 『唄祭三度笠』 : 監督伊藤大輔、1934年9月1日公開 - 嘉平
- 『平太郎剣法』 : 監督犬塚稔、1934年9月14日公開 - その父茂平
- 『佐渡情話』 : 監督池田富保、1934年10月4日公開 - 吾作の父・吾左衛門
- 『天保忠臣蔵』 : 監督稲垣浩、製作片岡千恵蔵プロダクション、配給日活、1934年10月17日公開 - おみよの父親[4]
- 『お艶殺し』 : 監督辻吉朗、1934年11月15日公開 - お艶の父・嘉平
- 『半次ざんげ録』 : 監督尾崎純、1934年11月29日公開 - 孝太郎の父・上州屋孝右衛門[4]
- 『新選組 前篇』 : 監督稲垣浩、1934年12月31日公開 - 水口藩・榊田[4]、3分の断片が現存（NFC所蔵[6]）
- 『新選組 後篇』 : 監督稲垣浩、1935年1月5日公開 - 水口藩・榊田[4]、3分の断片が現存（NFC所蔵[6]）
- 『維新三剣士』 : 監督辻吉朗、1935年1月10日公開 - 所司代[4]
- 『武士道うらおもて』 : 監督八森重芳、1935年3月21日公開 - 山本三左衛門
- 『仇討大乗峠』 : 監督尾形十三男、 1935年3月21日公開 - 頼母木圭介
- 『お洒落旗本』 : 監督辻吉朗、1935年6月8日公開 - 宅間彌太郎右衛門[4]
- 『無宿旅合羽』 : 監督菅沼完二、1935年6月22日公開 - 茶店の老爺九郎市[4]
- 『関の弥太ッぺ』（『関の彌太ッぺ』） : 監督山中貞雄・稲垣浩、1935年7月14日公開 - 沢井屋金兵衛
- 『さむらひ鴉』 : 監督池田富保、1934年8月15日公開 - 日光円藏[7]、現存（NFC所蔵[6]）
- 『突っかけ侍』 : 監督荒井良平、1935年8月25日公開 - 八百床事・常吉
- 『大菩薩峠 第一篇 甲源一刀流の巻』 : 監督稲垣浩、1935年11月15日公開 - 宇津木の下僕久助、現存（NFC所蔵[6]）
- 『敵討三都錦繪』（戦後改題『愛憎三都錦絵』） : 監督児井英男（児井英生）、指導監督池田富保、1935年12月1日公開 - 雲助・作兵爺[4]
- 『お旦那半次』 : 監督尾崎純、1935年12月8日公開 - 水戸屋総右衛門
- 『極楽武勇伝』 : 監督久見田喬二、1936年1月24日公開 - 近江屋吉右衛門[4]
- 『織部数馬』 : 監督志波西果、1936年2月13日公開 - 関所役人・相木甲之進[4]
- 『銘刀安綱の行衛 前篇』 : 監督久見田喬二、1936年3月5日公開 - 伊集院筑前守[4]
- 『銘刀安綱の行衛 後篇』 : 監督久見田喬二、1936年4月8日公開 - 伊集院筑前守[4]
- 『手柄の銀次』 : 監督尾崎純、1936年5月28日公開 - 山口屋（山口屋総右衛門）
- 『仇討禁止令』 : 監督益田晴夫、1936年10月29日公開 - 藤沢恒太郎[4]
- 『栗山大膳』 : 監督池田富保、1936年11月12日公開 - 土井大炊頭
- 『白井権八』 : 監督菅沼完二、1936年12月11日公開 - 夢の市郎兵衛[4]
- 『小市丹兵衛 追いつ追はれつの巻』 : 監督稲垣浩、1937年1月31日公開
- 『自雷也小僧 電光解決篇』 : 監督辻吉朗、1937年1月31日公開 - 夜鳴の老爺[4]
- 『極楽三度笠』 : 監督尾崎純・石橋清一、1937年5月6日公開 - 百姓佐兵衛
- 『恩讐巡礼唄』 : 監督久見田喬二、1937年5月20日公開 - 百姓・作兵衛
- 『謳へ春風』 : 監督藤田潤一、1937年6月3日公開 - 父・弥兵衛[4]
- 『唐人お吉 黒船情話』 : 監督池田富保、1937年6月17日公開 - 漁師八助
- 『恋山彦 風雲の巻』 : 監督マキノ正博、1937年7月14日公開 - 伊那禅師則経、現存（NFC所蔵[6]）
- 『怪談牡丹燈籠』 : 監督衣笠十四三、1937年7月29日公開 - 飯島平左衛門
- 『恋山彦 怒濤の巻』 : 監督マキノ正博、1937年8月11日公開 - 伊那禅師則経、現存（NFC所蔵[6]）
- 『八丁浜太郎』 : 監督益田晴夫、1937年9月9日公開 - 高勢平八[4]
- 『女賊変化』 : 監督倉谷勇、1937年10月17日公開 - 南海堂主人・清兵衛[4]
- 『水戸黄門廻国記』 : 監督池田富保、1937年10月14日公開 - 藤助爺
- 『江戸の荒鷲』 : 監督マキノ正博、1937年11月4日公開 - 大口屋茂左衛門[4]
- 『小町鳶』 : 監督久見田喬二、1937年12月12日公開 - は組の頭・権右衛門[4]
- 『血煙高田の馬場』 : 監督マキノ正博・稲垣浩、1937年12月31日公開 - 堀部弥兵衛、現存（NFC所蔵[6]）
- 『無法者銀平』 : 監督稲垣浩、1938年1月14日公開 - 手駒金左衛門
- 『江戸の花和尚』 : 監督マキノ正博、1938年2月1日公開 - 紙屋治右衛門[4]
- 『松平外記』 : 監督尾崎純、1938年2月10日公開 - 田沼主殿頭
- 『鴛鴦道中』 : 監督マキノ正博、1938年2月17日公開 - 蔦屋主人・平十郎[4]
- 『加賀百万石』 : 監督辻吉郎、1938年3月1日公開[4]
- 『鞍馬天狗』（戦後改題『鞍馬天狗 角兵衛獅子の巻』） : 監督松田定次・マキノ正博、1938年3月15日公開 - 松月院和尚[4]、現存（NFC所蔵[6]）
- 『忠臣蔵 天の巻』 : 監督マキノ正博、1938年3月31日公開 - 萱野七郎左衛門
- 『忠臣蔵 地の巻』 : 監督池田富保、1938年3月31日公開 - 萱野七郎左衛門
- 『忠治子守唄』 : 監督マキノ正博、1938年5月12日公開 - 百姓・傳吉[4]
- 『出世太閤記』 : 監督稲垣浩、1938年6月17日公開 - 築阿弥
- 『三味線やくざ』 : 監督衣笠十四三、1938年7月1日公開 - 杵屋弥三郎
- 『闇の影法師』 : 監督稲垣浩、1938年7月14日公開 - 与兵衛、現存（NFC所蔵[6]）
- 『怪談 お岩役者』 : 監督尾崎純・菅沼完二、1938年7月21日公開 - 楽屋番竹さん
- 『巡禮やくざ』 : 監督菅沼完二、1938年9月15日公開 - 40分尺が現存[4]
- 『浪人鉄火』 : 監督倉谷勇、1938年9月22日公開 - 梅沢の繁蔵[4]
- 『続水戸黄門廻国記』 : 監督池田富保、1938年10月13日公開 - 清水屋吉助
- 『鞍馬天狗 竜攘虎搏の巻』 : 監督松田定次、1938年11月1日公開 - 大友祐斎、現存（NFC所蔵[6]）
- 『弥次㐂夛道中記』 : 監督マキノ正博、1938年12月1日公開 - 現存（NFC所蔵[6]）
- 『魔像』 : 監督稲垣浩、1938年12月31日公開 - 黒門町の壁辰
- 『続魔像 茨右近』 : 監督稲垣浩、1939年1月14日公開 - 黒門町の壁辰
- 『王政復古 担龍篇 双虎篇』 : 監督池田富保、1939年3月30日公開 - 小松帯刀
- 『喧嘩大納言』 : 監督紙恭平、1939年4月27日公開 - 永楽の弥兵衛
- 『江戸の悪太郎』 : 監督マキノ正博、1939年5月4日公開 - 鍵屋太兵衛、現存[8]（NFC所蔵[6]）
- 『妙法院勘八』 : 監督辻吉朗、1939年5月11日公開 - 車善七[4]
- 『仮面の剣客』 : 監督菅沼完二、1939年5月25日公開 - 安藤礼之進[4]
- 『浪人街』 : 監督マキノ正博、1939年6月15日公開 - 大井何右衛門[4]
- 『鞍馬天狗 江戸日記』 : 監督松田定次、1939年7月1日公開 - 佐竹主水之正（旗本）
- 『鞍馬天狗 恐怖篇』 : 監督松田定次、1939年8月3日公開 - 佐竹主水之正（旗本）
- 『山彦呪文』 : 監督菅沼完二、1939年8月10日公開 - 波方筑後[4]
- 『安珍清姫』 : 監督田崎浩一、1939年8月24日公開 - 良善
- 『股旅日本晴れ』 : 監督菅沼完二、1939年11月1日公開 - 堅田堂兵衛[4]
- 『三味線武士』 : 監督衣笠十四三、1939年11月15日公開 - 高木検校、現存（NFC所蔵[6]）
- 『海援隊』 : 監督辻吉朗、1939年11月30日公開 - 土佐の老人[4]
- 『天狗廻状』 : 監督田崎浩一、1939年12月29日公開 - 憲風和尚[4]
- 『弥次喜多 名君初上り』 : 監督マキノ正博、1940年1月13日公開 - 和尚[4]
- 『乱れ柳女仇討』 : 監督衣笠利彦（衣笠十四三）、1940年1月20日（2月15日）公開 - 植木職人・半兵衛[4]
- 『天狗廻状 続篇』 : 監督田崎浩一、1940年2月1日公開 - 憲風和尚[4]
- 『宮本武蔵 第一部 草分の人々 第二部 栄達の門』 : 監督稲垣浩、1940年3月31日公開 - 半瓦弥次兵衛、現存[4]
- 『宮本武蔵 剣心一路』 : 監督稲垣浩、1940年4月18日公開 - 半瓦弥次兵衛
- 『唄ふ岩見重太郎』 : 監督紙恭平、1940年5月8日公開 - 伊藤亘[4]
- 『歴史 第一部 動乱戊辰』 : 監督内田吐夢、製作日活多摩川撮影所、配給日活、1940年5月15日公開 - 片倉仙左衛門
- 『歴史 第二部 焦土建設、第三部 黎明日本』 : 監督内田吐夢、製作日活多摩川撮影所、配給日活、1940年5月30日公開 - 片倉仙左衛門
- 『若様評判記 前篇 油断大敵の巻』 : 監督国木田三郎、1940年6月6日公開 - 駒木庄左衛門[4]
- 『若様評判記 後篇 奮起一番の巻』 : 監督国木田三郎、1940年6月20日公開 - 駒木庄左衛門[4]
- 『大楠公』 : 監督池田富保、1940年6月16日公開 - 平野将監
- 『鞍馬天狗捕はる』 : 監督丸根賛太郎、1940年6月30日（7月1日）公開 - 鐵五郎老人
- 『血煙神田祭』 : 監督菅沼完二・田崎浩一、1940年10月10日公開 - 浦戸十左衛門[4]
- 『まぼろし城 第一部 飛騨の渦潮』 : 監督組田彰造（久見田喬二）、1940年10月10日公開 - 飯屋の太助[4]
- 『鳥人』 : 監督丸根賛太郎、1940年10月24日公開 - 日置弾正（家老）、現存[4]
- 『まぼろし城 第二部 死の旋風』 : 監督組田彰造（久見田喬二）、1940年11月1日公開 - 飯屋の太助[4]
- 『織田信長』（戦後改題『風雲児信長』） : 監督マキノ正博、1940年11月14日公開 - 大雲和尚、現存[4]（NFC所蔵[6]）
- 『まぼろし城 解決篇 木曽路の凱歌』 : 監督組田彰造（久見田喬二）、1940年11月19日公開 - 飯屋の太助[4]
- 『右門江戸姿』 : 監督田崎浩一、1940年12月30日公開 - 芝居座頭伍平
- 『天兵童子 第一話 幼き英雄』 : 監督組田彰造（久見田喬二）、1941年5月11日公開 - 茶店の親爺、総集篇が現存[4]
- 『天兵童子 第二話 日本の子』 : 監督組田彰造（久見田喬二）、1941年6月1日公開 - 茶店の親爺、総集篇が現存[4]
- 『天兵童子 第三話 勇む童心』 : 監督組田彰造（久見田喬二）、1941年6月19日公開 - 茶店の親爺、総集篇が現存[4]
- 『鞍馬天狗 薩摩の密使』 : 監督菅沼完二、1941年7月14日公開 - 小枝玄蕃
- 『天兵童子 第四話 甦る力』 : 監督組田彰造（久見田喬二）、1941年8月14日公開 - 茶店の親爺、総集篇が現存[4]
- 『江戸最後の日』 : 監督稲垣浩、1941年11月28日公開 - 魚河岸の元締喜兵衛、現存（NFC所蔵[6]）
- 『柳生大乗剣』 : 監督池田富保、1942年1月14日公開 - 新納日向
- 『江戸の龍虎』 : 監督丸根賛太郎、1942年2月19日公開 - 浄源和尚[4]
- 『宮本武蔵 一乗寺決闘』 : 監督稲垣浩、1942年3月25日公開 - 老僧日観、現存[4]（NFC所蔵[6]）

### 大映京都撮影所
特筆以外すべて製作は「大映京都撮影所」、配給は「映画配給社」である。
- 『独眼龍政宗』 : 監督稲垣浩、製作大映京都第一撮影所、配給映画配給社、1942年7月2日公開 - 現存（NFC所蔵[6]）
- 『富士に立つ影』 : 監督池田富保・白井戦太郎、1942年12月27日公開 - 喜運川兵部
- 『成吉思汗』 : 監督牛原虚彦・松田定次、製作大映京都第二撮影所、配給映画配給社、1943年1月3日公開 - デイ・セチェン
- 『二刀流開眼』 : 監督伊藤大輔、製作大映京都第一撮影所、配給映画配給社、1943年5月13日公開 - 日観和尚、現存（NFC所蔵[6]）